# Qermezī Qeshlāq
Qermezī Qeshlāq (persiska: قِرمِزی قِشلاق, قزل قشلاق, Qezel Qeshlāq, قرمزی قشلاق) är en ort i Iran.   Den ligger i provinsen Östazarbaijan, i den nordvästra delen av landet, 600 km nordväst om huvudstaden Teheran. Qermezī Qeshlāq ligger 1 124 meter över havet och antalet invånare är 660.
Terrängen runt Qermezī Qeshlāq är varierad.Runt Qermezī Qeshlāq är det ganska tätbefolkat, med 70 invånare per kvadratkilometer. Närmaste större samhälle är Koshksarāy, 10,7 km öster om Qermezī Qeshlāq. Trakten runt Qermezī Qeshlāq består i huvudsak av gräsmarker.